# U 48
U 48 byla německá ponorka typu VIIB postavená před druhou světovou válkou pro německé válečné námořnictvo. Do služby byla zařazena 22. dubna 1938 pod velením kapitänleutnanta (Kptlt.) Herberta Schultze.

## Konstrukce
Německé ponorce typu VIIB předcházely kratší ponorky typu VIIA. U 48 měla výtlak 753 tun při plavbě na hladině a 857 tun při plavbě pod hladinou. Měla délku 66,50 m, šířku 6,20 m, výšku 9,50 m a ponor 4,74 m. Pohon zajišťovaly dva čtyřtaktní šestiválcové diesel motory Germaniawerft F46 o výkonu 2 800 až 3 200 PS při plavbě na hladině a dva elektrické motory AEG GU 460/8-276 s výkonem 750 PS při plavbě pod hladinou. Byla vybavena dvěma hřídeli a dvěma 1,23 m lodními šrouby. U 48 mohla operovat v hloubce až 230 metrů.
U 48 dosáhla maximální rychlosti na hladině 17,9 uzlů (33,2 km/h) a 8 uzlů (15 km/h) při plavbě pod hladinou. Operační dosah činil 90 nm (170 km) při rychlosti čtyř uzlů (7,4 km/h) pod hladinou moře a 8 700 nm (16 100 km) při rychlosti 10 uzlů (19 km/h).
Ve výzbroji U 48 bylo pět torpédometů ráže 533 mm (4 na přídi a 1 na zádi), námořní rychlopalný kanón 8,8 cm SK C/35 a jeden 20 mm protiletadlový kanón.
Posádku tvořilo čtyřicet čtyři až šedesát mužů.

## Historie služby
Ponorka U 48 byla objednána 21. listopadu 1936 v loděnicích Friedrich Krupp Germaniawerft AG v Kielu pod výrobním číslem 583. Výroba byla zahájena 10. března 1937 a na vodu byla spuštěna 8. března 1938. Do služby byla zařazena 22. dubna 1939.
V období od 2. listopadu 1938 do 31. srpna 1939 byla zařazena do 7. ponorkové flotily Wegener v Kiel (výcvik). Po reorganizaci flotily byla zařazena od 1. září 1939 do 1. září 1941 jako bojová ponorka 7. ponorkové flotily v Kielu a Saint Nazaire. Od 2. září 1941 do 31. března 1942 sloužila jako školní ponorka u 26. ponorkové flotily v Pilavě. Od 1. dubna 1942 byla přeřazena k 24. ponorkové flotile v Gdaňsku a Memel opět jako výcviková ponorka .
V období 19. srpna 1939 až 1. září 1941 ponorka U 48 vyplula na dvanáct bojových plaveb při nich potopila padesát dva lodí o celkové tonáži 307 935 BRT, z toho dělovou šalupu – HMS Dundee (1060 BRT) a poškodila tři lodě o celkové tonáži 20 480 BRT. Pro nadměrné opotřebení strojního zařízení byla 22. června 1941 stažena ze služby.

### První bojová plavba
Po ukončení výcviku 19. srpna 1939 v 00:00 hodin ponorka U 48 opustila Kiel a vyplula na první bojovou plavbu (před vypuknutím druhé světové války), pod vedením Kptlt. Herberta Schultze a vrátila se zpět do Kielu 17. září 1939. Během třiceti denní bojové plavby v severní části Atlantském oceánu jihozápadně od Irska a skály Rockall potopila tři lodě o celkové tonáži 14 777 BRT.
Dva dny poté, co Británie a Francie vyhlásily Německu válku, potopila první loď SS Royal Sceptre o tonáži 4853 BRT. Na obchodní loď zaútočila palubním dělem. Posádka opustila loď na záchranných člunech. Následně zadržela ponorka U-48 obchodní loď SS Browning. Posádce, která opustila loď v záchranných člunech, Kptlt. Herbert Schultze nařídil vrátit se zpět na loď a vyzvednout posádku z lodi SS Royal Sceptre. Protože SS Browning byl na cestě do Brazílie, nebylo hned možné zjistit, zda se posádky zachránily. Winston Churchill, v té době první lord admirality, předpokládal nejhorší, že posádka a šedesát cestujících bylo ztraceno. Prohlásil, že potopení je odporný akt bestiálního pirátství na volném moři 
| datum         | jméno         | příslušnost | tonáž [BRT] | konvoj |          | zdroj |
| ------------- | ------------- | ----------- | ----------- | ------ | -------- | ----- |
| 5. září 1939  | Royal Sceptre | VB          | 4 853       |        | potopena | [ 5 ] |
| 8. září 1939  | Winkleigh     | VB          | 5 055       |        | potopena | [ 5 ] |
| 11. září 1939 | Firby         | VB          | 4 869       |        | potopena | [ 5 ] |

### Druhá bojová plavba
Dne 4. října 1939 U 48 vyplula ke své druhé bojové plavbě opět pod velením Kptlt. Herberta Schultze a vrátila se 25. října 1939. Operační prostor byl v severní části Atlantském oceánu. Při této bojové plavbě potopila pět lodí o tonáži 37 153 BRT. Ponorka U 48 dne 14. října zaútočila na britský parník Rockpool z palubních zbraní. Parník opětoval palbu a ponorka se stáhla a ponořila. Po opětovném vynoření se znovu pokusila potopit parník, ale zasáhl spojenecký torpédoborec a U 48 se znovu ponořila a opustila oblast boje.
| datum          | jméno         | příslušnost | tonáž [BRT] | konvoj |          | zdroj        |
| -------------- | ------------- | ----------- | ----------- | ------ | -------- | ------------ |
| 12. října 1939 | Emile Miguet  | Francie     | 14 115      | KJ-2   | potopena | [ 9 ] [ 10 ] |
| 13. října 1939 | Heronspool    | VB          | 5 202       | OB-17  | potopena | [ 9 ] [ 10 ] |
| 13. října 1939 | Louisiane     | Francie     | 6 903       | OB-3   | potopena | [ 9 ] [ 10 ] |
| 14. října 1939 | Sneaton       | VB          | 3 677       |        | potopena | [ 9 ] [ 10 ] |
| 17. října 1939 | Clan Chisholm | VB          | 7 256       | HG-3   | potopena | [ 9 ] [ 10 ] |

### Třetí bojová plavba
U 48 vyplula z Kielu 20. listopadu 1939 a vrátila se 20. prosince 1939. Operační prostor byl v severní části Atlantském oceánu, u Orknejí a západně od Lamanšského průlivu. Během této bojové operace byly potopeny čtyři lodě o celkové tonáži 25 638 BRT.
| datum             | jméno            | příslušnost | tonáž [BRT] | konvoj |                                     | zdroj        |
| ----------------- | ---------------- | ----------- | ----------- | ------ | ----------------------------------- | ------------ |
| 26. listopad 1939 | Gustaf E. Reuter | Švédsko     | 6 336       |        | potopena                            | [ 9 ] [ 11 ] |
| 8. prosince 1939  | Brandon          | VB          | 6 668       | OB-48  | potopena                            | [ 9 ] [ 11 ] |
| 9. prosince 1939  | San Alberto      | VB          | 7 397       | OB-48  | poškozena U 48, potopena HMS Mackay | [ 9 ] [ 11 ] |
| 15. prosinec 1939 | Germaine         | Řecko       | 5217        |        | potopena                            | [ 9 ] [ 11 ] |

### Čtvrtá bojová plavba
U 48 vyplula z Kielu 24. ledna 1940 a vrátila se 26. února 1940. Operační prostor byl v severním Atlantiku. V prostoru St. Abb's Head položila mnoho min, ale bez účinku. Během této dvaceti osmi denní plavby byly potopeny čtyři lodě s celkovým výtlakem 31 526 BRT.
| datum          | jméno       | příslušnost | tonáž [BRT] | konvoj |          | zdroj        |
| -------------- | ----------- | ----------- | ----------- | ------ | -------- | ------------ |
| 10. února 1940 | Burgerdijk  | Nizozemsko  | 6 853       |        | potopena | [ 9 ] [ 12 ] |
| 14. února 1940 | Sultan Star | VB          | 12 306      |        | potopena | [ 9 ] [ 12 ] |
| 15. února 1940 | Den Haag    | Nizozemsko  | 8 971       |        | potopena | [ 9 ] [ 12 ] |
| 17. února 1940 | Wilja       | Finsko      | 3 396       |        | potopena | [ 9 ] [ 12 ] |

### Pátá bojová plavba
Dne 3. dubna 1940 vyplula z Kielu a vrátila se 20. dubna 1940 do Kielu. Během 18 denní plavby podél norského pobřeží v oblasti Westfjordu, Ofotfjordu a Tysfjordu nebyly potopeny žádné lodě. Dne 13. dubna byla ponorka atakována hlubinnými náložemi HMS Waspite, ale podařilo se ji uniknout s menším poškozením.

### Šestá bojová plavba
Na šestou bojovou plavbu ponorka vyplula 26. května 1940 z přístavu Kiel pod velením Kkpt. Hanse Rudolfa Rösinga a vrátila se zpět 29. června 1940. Operační prostor byl v severním Atlantiku, západně od Biskajského zálivu a u mysu Finisterre, kde se formovaly vlčí smečky k zachycení konvoje a RMS Qeen Mary, která převážela 25 000 australských vojáků do Británie. Předčasným útokem na lodě v okolí ponorky na sebe upozornily a konvoj změnil směr plavby a vyhnul se vlčí smečce. Dne 19. června byl napaden konvoj HG-34 a U 48 potopila tři lodě. Z rozptýleného konvoje HX-49 potopila jednu loď. K doplnění byla využívána nová tankovací základna v norském Tronheimu.
Během této 35 denní plavby bylo v potopeno sedm lodí o celkové tonáži 31 533 BRT a jedna loď (5782 BRT) byla poškozena.
| datum           | jméno                  | příslušnost | tonáž [BRT] | konvoj |          | zdroj  |
| --------------- | ---------------------- | ----------- | ----------- | ------ | -------- | ------ |
| 5. června 1940  | Stancor                | VB          | 798         |        | potopena | [ 14 ] |
| 7. června 1940  | Frances Massey         | VB          | 4 212       |        | potopena | [ 14 ] |
| 7. června 1940  | Eros                   | VB          | 8 782       |        | poškozen | [ 14 ] |
| 11. června 1940 | Violando N. Goulandris | Řecko       | 4 223       |        | potopena | [ 14 ] |
| 19. června 1940 | Tudor                  | Norsko      | 6 607       | HG-34F | potopena | [ 14 ] |
| 19. června 1940 | Baron Loudoun          | VB          | 3 164       | HG-34F | potopena | [ 14 ] |
| 19. června 1940 | British Monarch        | VB          | 5 661       | HG-34F | potopena | [ 14 ] |
| 20. června 1940 | Moordrecht             | Nizozemsko  | 7 493       | HX-49  | potopena | [ 14 ] |

### Sedmá bojová plavba
Na sedmou bojovou plavbu ponorka U 48 vyplula 7. srpna 1940 z Kielu pod velením Kkpt. Hanse Rudolfa Rösinga a vrátila se 28. srpna 1940 na francouzskou ponorkovou základnu Lorien
Operační prostor 22 denní plavby byl v severní části Atlantského oceánu a v Severním průlivu. V časných ranních hodinách 25. srpna 1940 U 48 poté co zaútočila na dvě lodi z konvoje HX-65A byla atakována HMS Godieta hlubinnými náložemi. Ponorka se úspěšně vyhnula útoku a bez újmy unikla.
Během sedmé bojové plavby bylo potopeno pět lodí s celkovou tonáží 29 161 BRT
| datum          | jméno         | příslušnost | tonáž [BRT] | konvoj |          | zdroj  |
| -------------- | ------------- | ----------- | ----------- | ------ | -------- | ------ |
| 16. srpna 1940 | Hedrun        | Švédsko     | 2 325       | OB-197 | potopena | [ 15 ] |
| 19. srpna 1940 | Ville de Gand | Belgie      | 7 590       |        | potopena | [ 15 ] |
| 24. srpna 1940 | La Brea       | VB          | 6 665       | HX-65  | potopena | [ 15 ] |
| 25. srpna 1940 | Athelcrest    | VB          | 6 825       | HX-65A | potopena | [ 15 ] |
| 25. srpna 1940 | Empire Merlin | VB          | 5 763       | HX-65A | potopena | [ 15 ] |

### Osmá bojová plavba
Na osmou bojovou plavbu vyplula U 48 dne 8. září 1940 z ponorkové základny v Lorien pod velením Kptlt. Heinricha Bleichrodta a vrátila se 25. září 1940 zpět do Lorien.
Operační prostor byl v severní části Atlantského oceánu, západně od Hebrid a Severního průlivu. Ponorka napadla 15. září 1940 konvoj SC-3 se 47 loďmi, kterou chránil jediný torpédoborec HMS Dundee. Během osmé bojové plavby U 48 potopila HMS Dundee, šest lodí o celkové tonáži 33 358 BRT a poškodila dvě lodě o celkové tonáži 6 916 BRT.
Svět šokovala zpráva potopením lodi City of Benares 18. září 1940, která také evakuovala 90 děti z Liverpoolu do Québecku a Montrealu. Z 406 pasažérů a členů posádky bylo zachráněno 158 osob, z toho pouze 13 dětí. Touto tragickou událostí byl ukončen program evakuace dětí do zahraničí.
| datum         | jméno            | příslušnost | tonáž [BRT] | konvoj |                          | zdroj  |
| ------------- | ---------------- | ----------- | ----------- | ------ | ------------------------ | ------ |
| 15. září 1940 | HMS Dundee       | VB          | 1 060       | SC-3   | potopena                 | [ 19 ] |
| 15. září 1940 | Alexandros       | Řecko       | 3 058       | SC-3   | potopena                 | [ 19 ] |
| 15. září 1940 | Kenordoc         | VB          | 1 780       | CS-3   | poškozena, potopena U 99 | [ 19 ] |
| 15. září 1940 | Empire Volunteer | VB          | 5 319       | SC-3   | potopena                 | [ 19 ] |
| 18. září 1940 | City of Benares  | VB          | 11 081      | OB-213 | potopena                 | [ 19 ] |
| 18. září 1940 | Marina           | VB          | 5 088       | OB-213 | potopena                 | [ 19 ] |
| 18. září 1940 | Magdalena        | VB          | 3 118       | SC-3   | potopena                 | [ 19 ] |
| 21. září 1940 | Blairangus       | VB          | 4 409       | HX-72  | potopena                 | [ 19 ] |
| 21. září 1940 | Broompark        | VB          | 5 136       | HX-72  | poškozena                | [ 19 ] |

### Devátá bojová plavba
Na devátou bojovou plavbu ponorka U 48 vyplula 5. října 1940 z ponorkové základny Lorien pod velením Kptlt. Heinricha Bleichrodta a vrátila se 27. října 1940 do Kielu.
Operační prostor byl v severním Atlantském oceánu, v oblasti Severního průlivu a skaliska Rockall. Během této bojové plavby bylo potopeno sedm lodí o celkové tonáži 43 106 BRT.
| datum          | jméno         | příslušnost | tonáž [BRT] | konvoj |                                | zdroj  |
| -------------- | ------------- | ----------- | ----------- | ------ | ------------------------------ | ------ |
| 11. října 1940 | Brandanger    | Norsko      | 4 624       | HX-77  | potopena                       | [ 20 ] |
| 11. října 1940 | Port Gisborne | VB          | 1 996       | HX-77  | potopena                       | [ 20 ] |
| 12. října 1940 | Davanger      | Norsko      | 7 102       | HX-77  | potopena                       | [ 20 ] |
| 17. října 1940 | Scoresby      | VB          | 3 843       | SC-7   | potopena                       | [ 20 ] |
| 17. října 1940 | Languedoc     | VB          | 9 512       | SC-7   | potopena                       | [ 20 ] |
| 18. října 1940 | Sandsend      | VB          | 3 612       | OB-22  | potopena                       | [ 20 ] |
| 20. října 1940 | Shirak        | VB          | 6 023       | HX-79  | poškozena U 47 a potopena U 48 | [ 20 ] |

### Desátá bojová plavba
Na desátou bojovou plavbu ponorka U 48 vyplula 20. ledna 1941 z Kielu pod velením Kptlt. Herberta Schultze a 27. února 1941 připlula do ponorkové základny v Saint Nazaire.
Operační prostor byl v severního Atlantského oceánu, v oblasti západně od Severního průlivu a Irska. Během plavby byly potopeny dvě lodě o celkové tonáži 8640 BRT.
| datum          | jméno           | příslušnost | tonáž [BRT] | konvoj |          | zdroj  |
| -------------- | --------------- | ----------- | ----------- | ------ | -------- | ------ |
| 01. února 1941 | Nicolas Angelos | Řecko       | 4 351       | OB-279 | potopena | [ 21 ] |
| 24. února 1941 | Nailsea Lass    | VB          | 4 289       | SLS-64 | potopena | [ 21 ] |

### Jedenáctá bojová plavba
Na jedenáctou bojovou plavbu ponorka U 48 vyplula 17. března 1941 z ponorkové základny Saint Nazaire pod velením Kptlt. Herberta Schultze a vrátila zpět 8. dubna 1941 na stejnou základnu.
Operační prostor byl západně od Irska. V průběhu bojové plavby byly potopeny čtyři lodě o celkové tonáži 22 989 BRT.
Dne 22. března 1941 byla U 48 napadena hloubkovými náložemi a lehce poškozena.
Dne 29. března 1941 při nočním útoku na konvoj HX-115 na ponorku vystřelilo několik obchodních lodí a britský parník Oakworth se pokusil najet na ponorku, které se podařilo uniknout bez poškození i před útokem posil, které dorazily ráno.
Při útoku 29. března 1941 byla) poškozena loď Hylton (5 197 BRT. Její posádka se zachránila na jediném záchranném člunu, byla objevena a vyzvednuta korvetou HMS Dianella. Vrak byl potopen dělostřeleckou palbou HMS Venomous.
Dne 2. dubna 1941 byla ponorka poškozena výbuchem potápějící se lodi Beaverdale a byla nucena se vrátit na ponorkovou základnu.
| datum           | jméno      | příslušnost | tonáž [BRT] | konvoj |          | zdroj  |
| --------------- | ---------- | ----------- | ----------- | ------ | -------- | ------ |
| 29. března 1941 | Hylton     | VB          | 5 197       | HX-115 | potopena | [ 22 ] |
| 29. března 1941 | Germanic   | VB          | 5,352       | HX-115 | potopena | [ 22 ] |
| 29. března 1941 | Limbourg   | Belgie      | 2,483       | HX-115 | potopena | [ 22 ] |
| 2. dubna 1941   | Beaverdale | VB          | 9,957       |        | potopena | [ 22 ] |

### Dvanáctá bojová plavba
Na dvanáctou bojovou plavbu ponorka U 48 vyplula 22. května 1941 z ponorkové základny Saint Nazaire pod velením Kptlt. Herberta Schultze a vrátila se 17. června 1941 na základnu v Bergenu. V průběhu bojové plavby se zúčastnila v době od 2. června do 8. června 1941 vlčí smečky West ve střední části Atlantiku.
| datum           | jméno      | příslušnost | tonáž [BRT] | konvoj |                          | zdroj  |
| --------------- | ---------- | ----------- | ----------- | ------ | ------------------------ | ------ |
| 3. června 1941  | Inversuir  | VB          | 9 456       | OB-327 | poškozena, potopena U 75 | [ 23 ] |
| 5. června 1941  | Wellfield  | VB          | 6 054       | OB-328 | potopena                 | [ 23 ] |
| 6. června 1941  | Tregarthen | VB          | 5 201       | OB-329 | potopena                 | [ 23 ] |
| 8. června 1941  | Pendrecht  | Nizozemsko  | 10 746      | OB-329 | potopena                 | [ 23 ] |
| 12. června 1941 | Empire Dew | VB          | 7 005       | OG-64  | potopena                 | [ 23 ] |

Z Bergenu U 48 vyplula 19. června 1941 a na základnu v Kielu doplula 21. června 1941.

### Zánik
Po vyřazení z bojové služby v roce 1941 byla U 48 přeřazena k výcvikové flotile v Baltském moři. Po operaci Barbarossa nebyla, jako její současníci, použita proti sovětským cílům pro značné opotřebení. Až do 31. října 1943 byla používána jako školní loď. Po vyřazení z provozu 25. září 1943 kotvila v přístavu Neustad (Holštýn).
Na konci války 3. května 1945 v rámci Regenbogen-Befehl byla potopena vlastní posádkou v Lubecké zátoce poblíž města Lubek.

### Vlčí smečky
- Rösing (12.–15. června 1940)
- West (2.–8. června 1941)

## Velitelé
- 22. dubna 1939 – 20. května 1940 – Kptlt. Herbert Schultze
- 21. května 1940 – 03. září 1940 – Kkpt. Hans-Rudolf Rösing
- 04. září 1940 – 16. prosinec 1940 – Kptlt. Heinrich Bleichrodt
- 17. prosinec 1940 – 27. červenec 1941 – Kptlt. Herbert Schultze
- ??. červenec 1941 – 25. září 1942 – Oblt. Siegfried Atzinger
- 26. září 1942 – ??. říjen 1943 – Oblt. Diether Todenhagen

Kptlt. – Kapitänleutnant (námořní kapitán), Oblt – Oberleutnant zur See (námořní poručík, Lt – Leutnant zur See (námořní podporučík), Kkpt – Korvettenkapitän (korvetní kapitán)